# 下北沢へ出かけよう/下北沢へ出かけない
「下北沢へ出かけよう/下北沢へ出かけない」（しもきたざわへでかけよう/しもきたざわへでかけない）は、日本のバンド・フラワーカンパニーズの18枚目のシングル。

## 解説
- 前作より約1年2か月ぶりのリリース。
- 本作は東京・下北沢を愛して止まないミュージシャンたちが、下北沢をテーマに曲を発表する「S.O.S. (Sound Of Shimokitazawa)」シリーズの一環で発売された企画シングル（本作はシリーズ第9弾）。2007年5月13日に下北地区限定で先行販売され、同年6月13日に一般発売された。
- 同じ曲にそれぞれ異なる歌詞・アレンジを施して収録。いずれもアルバム未収録。

## 収録曲
1. 下北沢へ出かけよう
2. 下北沢へ出かけない

## 収録アルバム
なし